# Svjetska prvenstva u rukometu na pijesku
Svjetska prvenstva u rukometu na pijesku. Prvenstva za muškarce i žene se odigravaju u isto vrijeme.
| 2004. | El Gouna,Egipat                  | Egipat   | 2 : 1        | Turska   | Rusija     | 2 : 1 | Hrvatska |
| 2006. | Copacabana,Rio de Janeiro,Brazil | Brazil   | 2 : 0        | Turska   | Španjolska | 2 : 1 | Egipat   |
| 2008. | Cadiz, Španjolska                | Hrvatska | 2 : 1 (n.r.) | Brazil   | Srbija     | 2 : 0 | Egipat   |
| 2010. | Antalya, Turska                  | Brazil   | 2 : 0        | Mađarska | Turska     | 2 : 1 | Egipat   |
| 2012. | Muscat, Oman                     | Brazil   | 2 : 1        | Ukrajina | Hrvatska   | 2 : 0 | Rusija   |
| 2014. | Recife, Brazil                   | Brazil   | 2 : 1        | Hrvatska | Katar      | 2 : 1 | Danska   |
| 2016. | Budimpešta, Mađarska             | Hrvatska | 2 : 0        | Brazil   | Katar      | 2 : 1 | Mađarska |

## Vanjske poveznice
- (engl.) European Beach Handball Community
- (engl.) Handballpedia  Arhivirana inačica izvorne stranice od 4. studenoga 2012. (Wayback Machine)